# Ник Бегич
Ник Бегич (на английски: Nick Begich) е американски политик, член на Демократическата партия в Камарата на представителите на САЩ от Аляска.

## Биография
Бегич е роден и израства в Евълет, Минесота. Неговият баща Джон Бегич е роден в Подлапача, Хърватия, а майка му Анна също е от хърватски произход.
Бегич работи като консултант по ориентиране в училищата в Анкъридж, а по-късно е директор на училищната система „Анкоридж“, преди да стане наблюдател на училищата във Форт Ричардсън. През 1962 г. Бегич е избран за сената в Аляска, където работи осем години. Преподава политически науки по това време в Университета на Аляска в Анкъридж.

### Политическа кариера
През 1968 г. Бегич се кандидатира за единственото място в Аляска и губи от бившия представител на републиканците Хауърд Полок.
През 1970 г. отново се кандидатира и побеждава републиканския банкер Франк Мурковски, който по-късно служи като сенатор и след това като губернатор на Аляска. През 1972 г. при преизбирането си, Бегич се противопоставя на републиканския държавен сенатор Дон Янг.
Посмъртно, Бегич печели изборите през 1972 г., с 56% срещу 44% на Дон Янг. Въпреки това, след като Бегич бива обявен за мъртъв, са проведени специални избори. На тях Янг печели.

## Изчезване
На 16 октомври 1972 г. той и лидерът на мнозинство Хейл Богс от Луизиана, са двама от четиримата мъже на борда Сessna 310, когато самолетът изчезва по време на полет от Анкъридж до Джуно. На борда още са помощникът на Бегич, Ръсел Браун и пилотът Дон Джонс. Четиримата отиват към кампания за набиране на средства за Бегич.
В търсенето се включват бреговата охрана на Съединените щати, флота, армията, военновъздушните сили, гражданския въздушен патрул и цивилни. На 24 ноември 1972 г. продължило в продължение на 39 дни, търсенето по въздух е прекратено. Нито самолетът, нито някой от неговите четирима пътници са намерени. Всички са обявени за мъртви на 29 декември 1972 г.
Ник младши, син на Ник Бегич, твърди, че баща му е бил убит от хора в американското правителство.
През 1972 г. най-високата сграда в Уитиър, Аляска, е преименувана на Бегич Тауърс в памет на Ник Бегич.